# Sophie Dee
Sophie Dee (* 17. ledna 1984 Llanelli) je velšská pornoherečka a stripérka.
Narodila se v jihovelšském Llanelli a po dokončení školy pracovala například v kavárně, ale věnovala se také podomnímu prodeji. Později se usadila v anglickém Birminghamu, kde působila jako striptérka. Rovněž působila jako topless modelka. V lednu 2005 odjela do Spojených států amerických, kde začala rozvíjet kariéru pornoherečky. V březnu 2009 podstoupila operaci na zvětšení prsů. Mimo pornografické filmy hrála například v hororu Pár nenormálních aktivit 2 (2014). Je bisexuální.